# Jamesbrittenia zambesica
Jamesbrittenia zambesica är en flenörtsväxtart som först beskrevs av R.E. Fries, och fick sitt nu gällande namn av O.M. Hilliard. Jamesbrittenia zambesica ingår i släktet Jamesbrittenia och familjen flenörtsväxter. Inga underarter finns listade i Catalogue of Life.